# Väliteonkarit
Väliteonkarit är öar i Finland. De ligger i Bottenviken och i kommunen Karlö i landskapet Norra Österbotten, i den norra delen av landet. Öarna ligger omkring 35 kilometer väster om Uleåborg och omkring 530 kilometer norr om Helsingfors.
Arean för den av öarna koordinaterna pekar på är 1,6 hektar och dess största längd är 220 meter i sydöst-nordvästlig riktning. I omgivningarna runt Väliteonkarit växer i huvudsak blandskog. Runt Väliteonkarit är det mycket glesbefolkat, med 4 invånare per kvadratkilometer. Närmaste större samhälle är Siikajoki, 13,2 km söder om Väliteonkarit.